# Adolf Stieler
Adolf Stieler (Gotha, 26 febbraio 1775 – Gotha, 13 marzo 1836) è stato un cartografo tedesco.

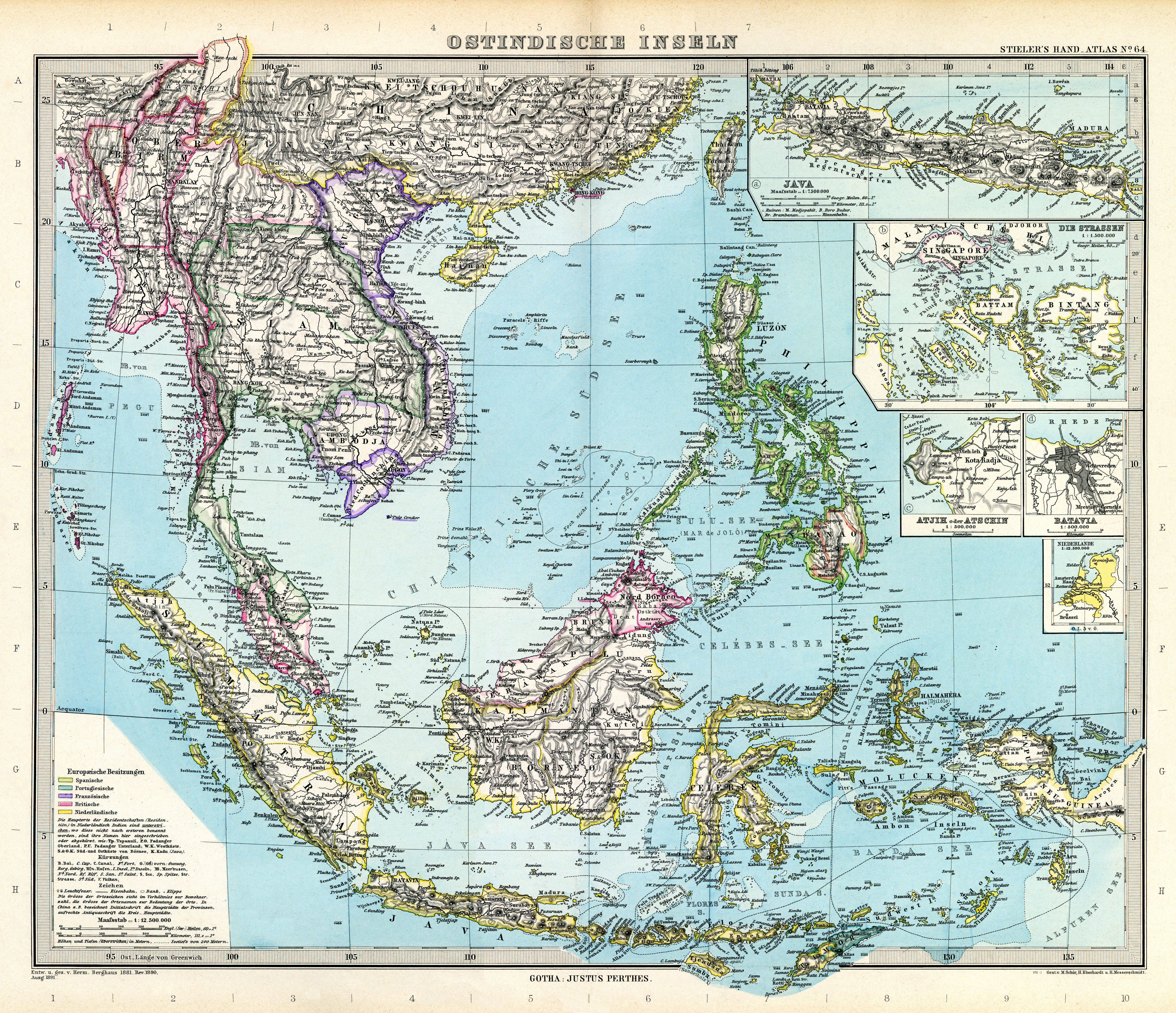
Le Indie Orientali di H. Berghaus - Atlante Stieler, 8ª edizione (1891)

Stieler è noto per aver dato un significativo contributo allo sviluppo della cartografia in Germania, che raggiunse il suo apice con l'Atlante Stieler da lui curato.

## Biografia
Stieler nacque da una famiglia agiata di Gotha (suo padre era sindaco e consigliere di corte) e frequentò il ginnasio nella sua città natale. In seguito studiò giurisprudenza a Jena e Gottinga, per poi essere assunto alle dipendenze della corte dei Sassonia-Coburgo-Gotha nel 1796.
Sotto il duca Ernesto II di Sassonia-Gotha-Altenburg Gotha si era tramutata nella "Weimar delle scienze naturali", e grazie all'ambiente favorevole Stieler poté sviluppare il proprio interesse alla geografia e cartografia, fino a fondare la scuola cartografica di Gotha.
Le doti cartografiche di Stieler vennero presto scoperte da Franz Xaver von Zach, il creatore dell'osservatorio astronomico di Gotha, che gli diede lezioni e fece pubblicare le sue prime carte nelle Allgemeine Geographische Ephemeriden apparse a Weimar presso l'editore Bertuch. Per la stessa casa editrice Stieler disegnò carte geografiche per il maggiore atlante tedesco del tempo, l'Allgemeiner Hand-Atlas der ganzen Erde, così come per la Topographisch-militairische Charte von Teutschland in 204 Sectionen ("Carta topografico-militare della Germania in 204 sezioni"). Le carte di Stieler vennero apprezzate anche da altri editori e fu così che egli iniziò la collaborazione con Justus Perthes, che sarebbe durata per tutta la sua vita.
Nel 1815 Stieler propose a Perthes di pubblicare un atlante che si distinguesse per praticità del formato, maggiore precisione possibile, chiarezza e completezza, nonché adeguata scelta e regolarità della proiezione e della scala, qualità della carta e della stampa, cura della colorazione e prezzo contenuto. Il così denominato Stielers Handatlas ("Atlante Stieler"), che era formato da 50 tavole, fu dato alle stampe in fascicoli tra il 1817 e il 1823 e riscosse col tempo un notevole successo, anche oltre la morte dell'autore, avvenuta nel 1836; di fatto l'Atlante Stieler rappresentò il meglio della produzione geografica tedesca tra la seconda metà del XIX secolo e l'inizio del Novecento.